# ورزشگاه موسی مابیدا
ورزشگاه موسا مابیدا (به انگلیسی: Moses Mabhida Stadium) یک ورزشگاه چند منظوره در آفریقای جنوبی است.
این استادیوم یکی از مراکز برگزاری بازیهای جام جهانی فوتبال ۲۰۱۰ بود.